# Hamam

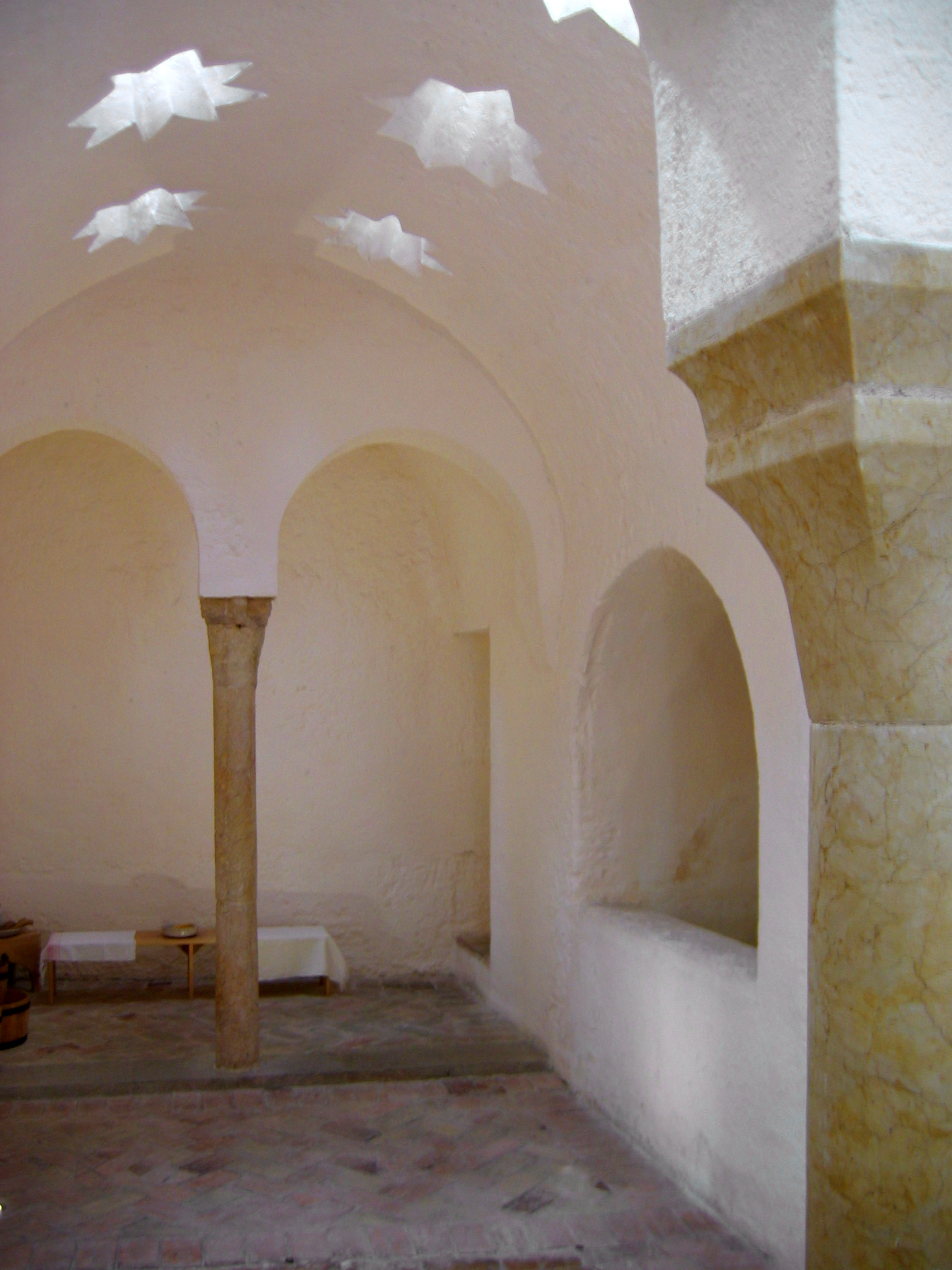
En hamam i Valencia

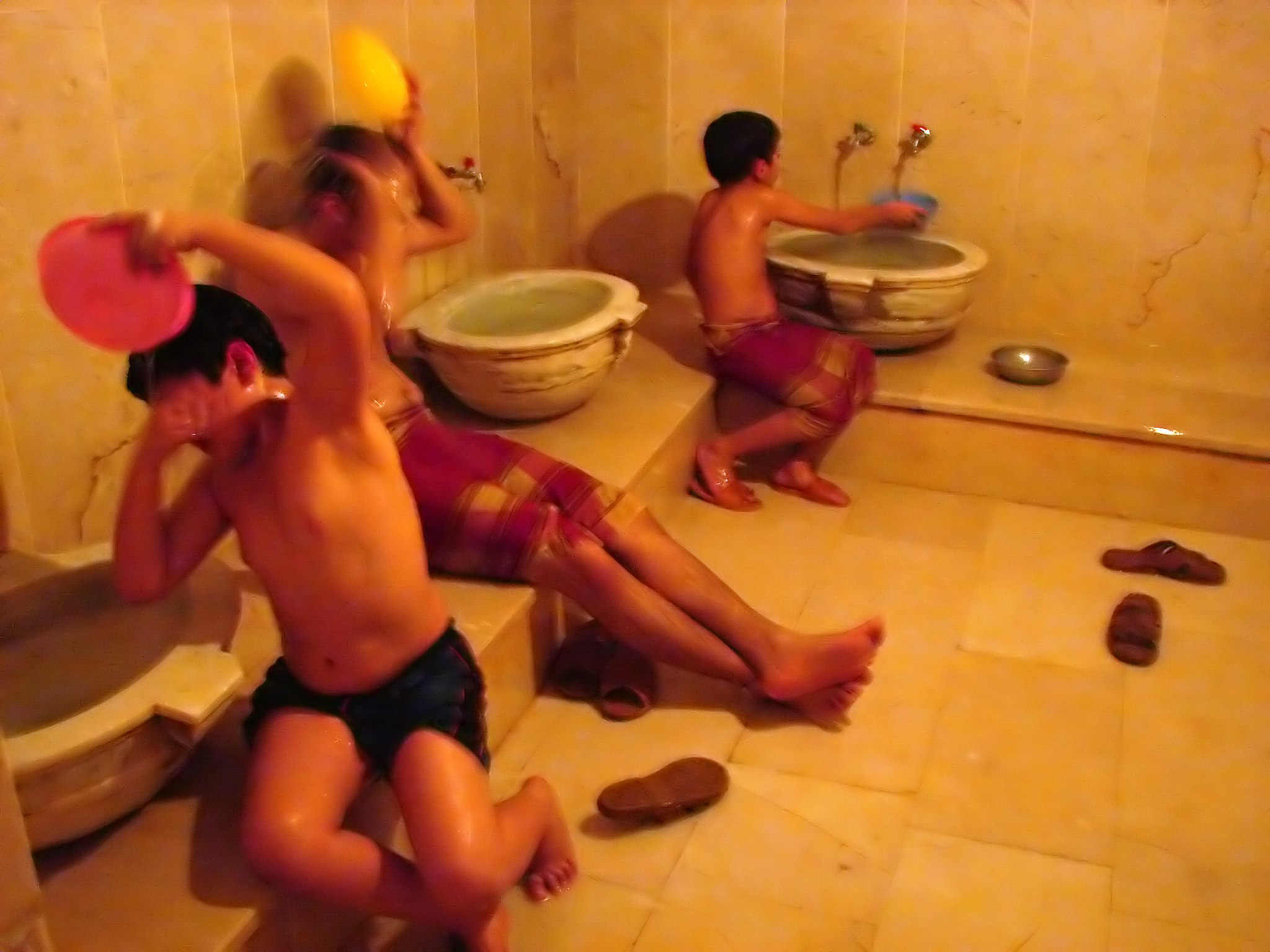
Några pojkar badar i en hamam

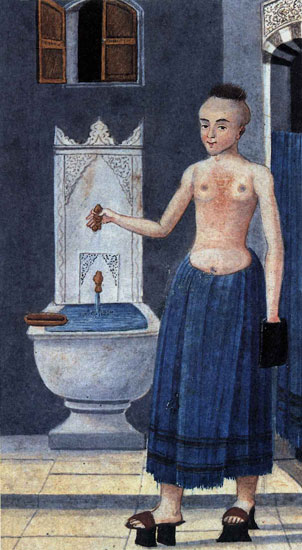
En tellak, en massör på turkiska bad

Hamam eller turkiskt bad är den turkiska varianten av ångbad, ett slags bastu. Den har spelat en stor roll i det Osmanska riket som en plats att umgås med andra människor, men har också en rituell funktion. På svenska kallades det tidigare herrturk och damturk för herr- respektive damavdelningen.
Den turkiska badtraditionen kommer ursprungligen från antikens Rom. I det Bysantinska riket levde däremot traditionen vidare men förändrades något.
Under den ottomanska tiden var hamam en viktig del av vardagslivet, speciellt för kvinnorna vars rörelsefrihet ute i övriga samhället var begränsad. En kvinnas rang kunde avläsas i hennes badaccessoarer. Förnäma turkiska kvinnor hade högklackade trätofflor, sirliga tvålkoppar, silverkärl och exklusiva tyger att drapera sig med i badet. Här masserade kvinnorna varandra, här mönstrades blivande svärdöttrar och här firades bruden med mat, musik och dans. Om en man förbjöd sin hustru att gå till hamam, gav det henne rätt att skilja sig.
Under den ottomanska tiden hade massörerna högt anseende och flera tellaks gjorde karriär hos sultanen. I det turkiska badet, hamam, får man kroppen skrubbad av en hamammästare (tellak) och blir därefter intvålad. Tidigare gick man till hamam för att tvätta sig eftersom man inte hade rinnande vatten hemma. Hamam blev också ett rum för rituell rening och placerades ofta i anslutning till en moské. Ett hamam känns igen på sina kupoltak och det unika uppvärmningssystemet. Badet hettas upp genom att golv och murverk strålar värme. I mitten av rummet finns navelstenen där man ligger innan skrubbningen för att kroppen ska börja svettas och porerna öppna sig. I ett hamam finns inga pooler, eftersom det ansågs orent att doppa sig i stillastående vatten. Här flödar vattnet fritt över marmorhoarna och ångan skapas på naturlig väg i mötet med det uppvärmda stengolvet.
Det är 40-50 grader varmt i hamamen med en hög luftfuktighet. Många bad är uppdelade mellan en manlig och en kvinnlig avdelning. I hamamen bär man ett speciellt skynke (pestemal) runt kroppen för att skyla sig. Man går inte omkring naken i hamamen som i en svensk bastu. Hamam betyder ursprungligen mummel på grund av att rösterna försvinner upp i kupolen när man pratar. Hamam har senare kommit att få betydelsen badhus, värme och värmespridare.

## Turkiska ord med anknytning till Hamam
- Sogukluk - Stort förrum till badet för relaxing och omklädning.
- Iliklik - Varm gång/mellanrum som leder till sicaklik (tepidarium)
- Sicaklik - Det inre ångrummet i ett hamam (caldarium)
- Gobektasi - Navelstenen - den stora varma stenplatta som finns mitt i sicaklik
- Nalin - Turkiska träskor som används i ett hamam för att undvika det blöta golvet
- Pestemal -Höftskynke, de oftast färgglada handdukar som sveps om midjan
- Kese - Grov tvätt/skrubb-handske
- Tellak - Man som tvättar man, skrubbar och masserar på ett hamam.
- Natir - Kvinna som tvättar kvinna, skrubbar och masserar på ett hamam.